# Антонин Водичка
Антонин Водичка (1. март 1907. — 9. август 1975) био је чешки фудбалер.
Играо је клупски фудбал за Славију из Прага.
За репрезентацију Чехословачке одиграо је 18 утакмица и био је учесник Светског првенства у фудбалу 1934.